# Kakonsalon järvialue
Kakonsalon järvialue este o arie protejată (arie specială de conservare — SAC, sit de importanță comunitară — SCI) din Finlanda întinsă pe o suprafață de 2.412 ha, integral pe uscat.

## Localizare
Centrul sitului Kakonsalon järvialue este situat la coordonatele 62°15′48″N 28°59′34″E / 62.2633°N 28.9928°E.

## Înființare
Situl Kakonsalon järvialue a fost declarat sit de importanță comunitară în august 1998 pentru a proteja 6 specii de animale. Situl a fost protejat și ca arie specială de conservare în aprilie 2015.

## Biodiversitate
Situată în ecoregiunea boreală, aria protejată conține 10 habitate naturale: Ape oligotrofe din câmpii nisipoase, cu un conținut foarte redus de minerale (Littorelletalia uniflorae), Lacuri și iazuri distrofice naturale, Cursuri de apă de la nivel de câmpie la nivel montan, cu vegetație Ranunculion fluitantis și Callitricho-Batrachion, Mlaștini turboase de tranziție și turbării mișcătoare, Izvoare fino-scandinave și mlaștini produse de izvoare bogate în minerale, Pante stâncoase silicioase cu vegetație casmofită, Roci stâncoase cu vegetație pionieră de Sedo-Scleranthion sau Sedo albi-Veronicion dillenii, Taiga vestică, Păduri fino-scandinave bogate în ierburi cu Picea abies, Mlaștini împădurite.
La baza desemnării sitului se află mai multe specii protejate:
- mamifere (3): gluton (Gulo gulo), vidră de râu (Lutra lutra), veveriță zburătoare siberiană (Pteromys volans)
- nevertebrate (3): Agathidium pulchellum, fluturele flitirar (Euphydryas maturna), Xyletinus tremulicola

Pe lângă speciile protejate, pe teritoriul sitului au mai fost identificate 2 specii de plante, 3 specii de păsări, 2 specii de mamifere, 8 specii de nevertebrate, 12 specii de pești.